# Jürgen Werinhard Einhorn
Jürgen Werinhard Einhorn OFM (* 24. November 1934 in Leipzig als Johannes Jürgen Einhorn; † 17. August 2013 in Dortmund) war ein deutscher Franziskaner und langjähriger Direktor des Gymnasiums Ursulaschule in Osnabrück.

## Leben
Kurz nach dem Abitur 1954 trat Jürgen Einhorn in die Sächsische Provinz (Saxonia) des Franziskanerordens ein und erhielt den Ordensnamen Werinhard. Nach dem Noviziat studierte er Philosophie, Theologie und Kunstgeschichte. 1960 legte er die Ewige Profess ab, danach wurde er zum Priester geweiht. Mit einer Arbeit über das Einhorn als Bedeutungsträger in Literatur und Kunst des Mittelalters, die von der Philosophischen Fakultät der Universität Kiel 1970 als Dissertation angenommen wurde, wurde er zum Dr. phil. promoviert.

### Leitung des Ursula-Gymnasiums in Osnabrück
Mit dem Beginn des Schuljahrs 1979/80 wurde Pater Werinhard die pädagogische Leitung des Gymnasiums Ursulaschule in Osnabrück übertragen, für das die Franziskaner in dem Jahr die Verantwortung übernommen hatten; er unterrichtete Deutsch und Kunst. 1982 wurde er zum Oberstudiendirektor und Leiter des Gymnasiums ernannt. Als das Gymnasium vom Bistum Osnabrück 1991 mit einer anderen Schuleinrichtung zusammengelegt werden sollte, setzte er sich erfolgreich dafür ein, dass das Ursula-Gymnasium an seinem Standort verblieb und weitergeführt wurde. So erklärte er, er werde in der Schule übernachten und sich nicht mehr rasieren, bis der Erhalt der Schule amtlich sei. Im Jahre 2000 ging Pater Werinhard als Oberstudiendirektor und als Leiter der Bischöfl. Kommission für sakrale Kunst in den Ruhestand.

### Kunst und Geschichte in der Vermittlung
Pater Werinhard Einhorn war Mitbegründer des 1988 entstandenen Instituts für franziskanische Geschichte in Münster (IFG), das seit 2007 als Fachstelle Franziskanische Forschung geführt wird.
In den späten 1990er-Jahren präsentierte er im monatlichen Wechsel eine 'Ein-Bild-Galerie', die im Priesterseminar Osnabrück zu sehen war. Die Ausstellungen regten einen Diskurs zwischen den Menschen an, der, trotz unterschiedlichster Sichtweisen auf die Kunst, von gegenseitiger Wertschätzung geprägt war.

### Im Franziskanerkloster Paderborn
Die letzten Jahre verbrachte Pater Werinhard Einhorn im Franziskanerkloster Paderborn. Als  Grenzgänger zwischen Wissenschaft und Spiritualität starb er am 17. August 2013  nach kurzer, schwerer Krankheit in Dortmund.

## Publikationen (Auswahl)
- Spiritalis Unicornis. Das Einhorn als Bedeutungsträger in Literatur und Kunst des Mittelalters. Wilhelm Fink Verlag, München 1976.
- Franziskus im Gedicht. Texte und Interpretationen deutschsprachiger Lyrik 1900 – 2000. (= Franziskanische Forschungen, Heft 46) Werl 2003.
- Die Entdeckung der abgetrennten Stickerei der Soester Lesepultdecke. In: Soester Zeitschrift, Bd. 121 (2009) S. 67–74.
- [mit Anton Rotzetter]: Franz von Assisi: Das Testament eines armen Mannes. Bildmeditationen. Freiburg im Breisgau/Basel/Wien 1987.
- [mit Jürgen Piper]: Franziskaner zwischen Ostsee, Thüringer Wald und Erzgebirge: Bauten – Bilder – Botschaften. Brill 2005.

## Weblink
- Annika Sundorf: Pater Werinhard Einhorn und seine Geschichte - ein Mann des Glaubens.